# Sameblod
Sameblod (på sydsamiska: Saemien virre) är en svensk-samisk dramafilm, skriven och regisserad av Amanda Kernell, som hade biopremiär i Sverige den 3 mars 2017. Filmen fungerar som en fortsättning på Kernells kortfilm Stoerre Vaerie (2015), vars innehåll bildar både prolog och epilog till Sameblod. Filmen handlar om Elle-Marja, en ung sydsamisk flicka som år 1933 bor vid Norra Storfjället i svenska Lappland. Elle-Marja och hennes syster Njenna skickas till den obligatoriska nomadskolan, där de försöker anpassa sig till den svenska kulturen. Elle-Marja står inför en inre konflikt när hon, efter att ha utsatts för fördomar och en rasbiologisk undersökning, beslutar sig för att rymma från nomadskolan och förneka sin samiska kultur.
Amanda Kernell har under en lång tid varit intresserad av att göra en film baserad på hennes egen släkthistoria på den samiska sidan, och då främst de medlemmar som lämnat sitt samiska ursprung bakom sig. Inför manusarbetet gjorde hon intervjuer med flera äldre samer för att bilda sig en uppfattning om hur livet såg ut för dem och hur det svenska förtrycket mot samerna kunde fortgå under 1900-talet. Hon förlade filmens handling till 1930-talet för att kunna skildra den rasbiologiska forskning som bedrevs på samerna av Statens institut för rasbiologi. De två systrarna i filmen skildras av de även i verkligheten biologiska systrarna Lene Cecilia Sparrok och Mia Erika Sparrok. Filmen är Kernells långfilmsdebut och även den första långfilmen på sydsamiska, ett starkt hotat språk som talas av omkring 500 personer. Den inspelades mellan augusti och september 2015 i bland annat Tärnaby-Hemavan-fjällen, i Uppsala och i Stockholm. Den producerades av Nordisk Film i samproduktion med Bautafilm AB, Digipilot A/S och Sveriges Television.
Sameblod hade en framgångsrik internationell filmfestivalturné och har visats på bland annat Venedigs, Torontos, Tokyos och Sundances filmfestivaler. Under sitt kommersiella släpp i Sverige blev den 2017 års femte mest sedda svenska biofilm i landet. Den fick i överlag positiva recensioner och hyllades för sitt manus, dess visuella stil och för de starka skådespelarinsatserna, särskilt av huvudrollsinnehavaren Lene Cecilia Sparrok. Den anses vara en viktig film som belyser historiska och kulturella frågor som är relevanta för den samiska befolkningen och som har bidragit till att öka medvetenheten om samernas situation och om hur den svenska staten och majoritetssamhället har behandlat det samiska folket. Filmen tilldelades utmärkelser såsom Dragon Award Best Nordic Film på Göteborg Film Festival, Lux-priset av Europaparlamentet och fyra guldbaggar på Guldbaggegalan 2018.

## Handling
År 1995 följer den 78-åriga Christina motvilligt med sin son Olle och sondotter Sanna till sin lillasysters samiska begravning i Lappland. Christina vantrivs på ceremonin och tycker att samer "bara stjäl, ljuger och gnäller". En anhörig har ett samtal med henne på sydsamiska, ett språk som hon säger sig inte förstå. Trots sin sons önskemål vägrar Christina att övernatta och umgås med sina släktingar, utan i stället tar hon ensam in på ett närliggande hotell. Samma kväll börjar hon tänka tillbaka på sin ungdom.
År 1933 vid Norra Storfjället lever den sextonåriga Christina, eller Elle-Marja som är hennes riktiga samiska namn, som renskötare tillsammans med sin sydsamiska familj. Hon och lillasystern Njenna skickas iväg för att bo och studera i nomadskolan, som är den obligatoriska internatskolan för samiska barn. Barnen möts av nedsättande blickar och glåpord från de svenska familjerna i området, och deras svenskalärare i nomadskolan pryglar dem ifall de underpresterar eller talar samiska med varandra. Elle-Marja är den enda som briljerar med sina svenskkunskaper, vilket hennes lärarinna berömmer henne för genom att ge henne en diktbok av Edith Södergran. Några dagar senare får nomadskolan besök av några forskare från Statens institut för rasbiologi i Uppsala. Under förnedrande omständigheter tvingar lärarinnan och forskarna Elle-Marja och hennes skolkamrater att genomföra en rasbiologisk undersökning, där deras näsor och pannben mäts och de tvingas att klä av sig nakna framför en kamera. På vägen hem blir Elle-Marja kallad "lappjävel" av ett gäng pojkar som spionerat på undersökningen, varpå hon försöker hota dem med sin avlidne pappas märkkniv. Men de övermannar henne och använder kniven till att göra ett snitt på hennes ena öra, på samma sätt som samer märker sina renar.
En kväll tar Elle-Marja av sig sin kolt och lånar i smyg en av sin lärarinnas klänningar. Hon smiter sedan från skolan och följer efter några unga soldater till en dansbana, där hon får känna sig som en vanlig svensk flicka. Hon dansar och hånglar med Uppsalastudenten Niklas Vikander, med vilken hon presenterar sig själv som Christina. Hennes kväll på dansbanan får ett abrupt slut när Njenna och nomadskolans husfru hittar henne. Husfrun släpar bort Ella-Marja därifrån och både hon och lärarinnan ger henne spöstraff. Elle-Marjas aktion gör att hon blir utfryst av Njenna och de andra samiska barnen, vilket motiverar henne till att lämna Sápmi och överge sin samiska kultur. Hon ber lärarinnan att skriva ett intyg åt henne om att hon vill fortsätta sina studier i Uppsala. Men lärarinnan vägrar att göra det med motiveringen att Elle-Marja och de andra samerna "kan inte samma saker som de svenska barnen" och att alla samer måste stanna kvar i Lappland för att de inte ska "dö ut". Elle-Marja väljer dock att rymma och stjäl Njennas koltbälte för att köpa sig en tågbiljett till Uppsala.
På tåget stjäl Elle-Marja en väska med kläder. Hon drar på sig en klänning och bränner upp sin kolt när hon är framme i Uppsala. Hon söker senare upp Niklas, som visar sig bo i ett välbärgat hem. Efter en lycklig återförening försöker hon övertala honom att låta henne bo hos honom. Men hon blir avvisad från huset då Niklas föräldrar förstår att hon är same och de vill därför inte ha henne där. Sedan hon tvingats övernatta i Botaniska trädgården går hon till ett skolbibliotek och lyckas bli inskriven i en flickskola under sin tidigare lärarinnas namn. Efter sin första lektion i gymnastik, där hon får beröm av en klasskamrat för sin framåtanda, får Elle-Marja en terminsräkning på 200 kronor från skolans rektor. Hon söker återigen upp Niklas och blir inbjuden till hans födelsedagsfest. Niklas kompisar på festen får veta att Elle-Marja är same och tvingar henne att jojka. Elle-Marja blir förödmjukad och lämnar festen, men hon blir tröstad av Niklas. När hon avslöjar sitt riktiga namn till Niklas och ber honom om pengar, blir han trött på hennes lögner och avvisar henne.
Elle-Marja reser tillbaka till sin familj och försonar sig med Njenna. Hon råkar snart i gräl med sin mamma, som vägrar att sälja Elle-Marjas del av familjens renhjord för att hon ska kunna betala sin terminsräkning. Elle-Marja vräker då ur sig att hon hellre vill leva som svensk än att vara "ett jävla cirkusdjur" som de andra samerna, varpå mamman säger åt henne att gå. I vredesmod dödar Elle-Marja en av sina renar. Dagen därpå hittas hon av sin mamma och Njenna. Mamman ger Elle-Marja pappans gamla silverbälte innan hon och Njenna lämnar henne ensam.
Tillbaka i nutiden lämnar Christina sitt hotell för att på natten gå till sin avlidna syster och be henne om ursäkt på sydsamiska, varefter hon gör en mödosam vandring till sitt gamla hem vid Norra Storfjället. Vid soluppgången återvänder hon till den plats där hon för länge sedan tog farväl av sin familj och sin kultur.

## Rollista
- Lene Cecilia Sparrok – Elle-Marja / Christina
  - Maj-Doris Rimpi – Elle-Marja / Christina som gammal
- Mia Erika Sparrok – Njenna, Elle-Marjas syster
  - Lena Skott Lundin – Njenna som gammal
- Hanna Alström – Christina Lajler, lärarinna
- Julius Fleischanderl – Niklas Vikander
- Katarina Blind – Anna, Elle-Marjas och Njennas mamma
- Lillie Sparrok – Aahka, Elle-Marjas och Njennas mormor
- Tom Kappfjell – Aajja, Elle-Marjas och Njennas morfar
- Malin Crépin – Elise Vikander, Niklas mamma
- Andreas Kundler – Gustav Vikander, Niklas pappa
- Ánne Biret Somby – Sanna, Elle-Marjas barnbarn
- Olle Sarri – Olle, Elle-Marjas son
- Bo Lundmark – Präst
- Jörgen Stenberg – Man som jojkar i kyrkan
- Jonar Thomasson – Jon-Olov
- Anna Sööfe Bull Kuhmunen – Anna-Stina
- Ylva Gustafsson – Laevie, husfru
- Beata Cavallin – Hedda
- Anders Berg – Vetenskapsman 1
- Hans-Ola Stenlund – Vetenskapsman 2
- Marika Lindström – Bibliotekarie
- Hanna Asp – Ingrid
- Emilia Bostedt – Elsa
- Kajsa Karlsson – Märta
- Tove Skeidsvoll – Gymnastiklärarinnan

## Produktion

### Bakgrund

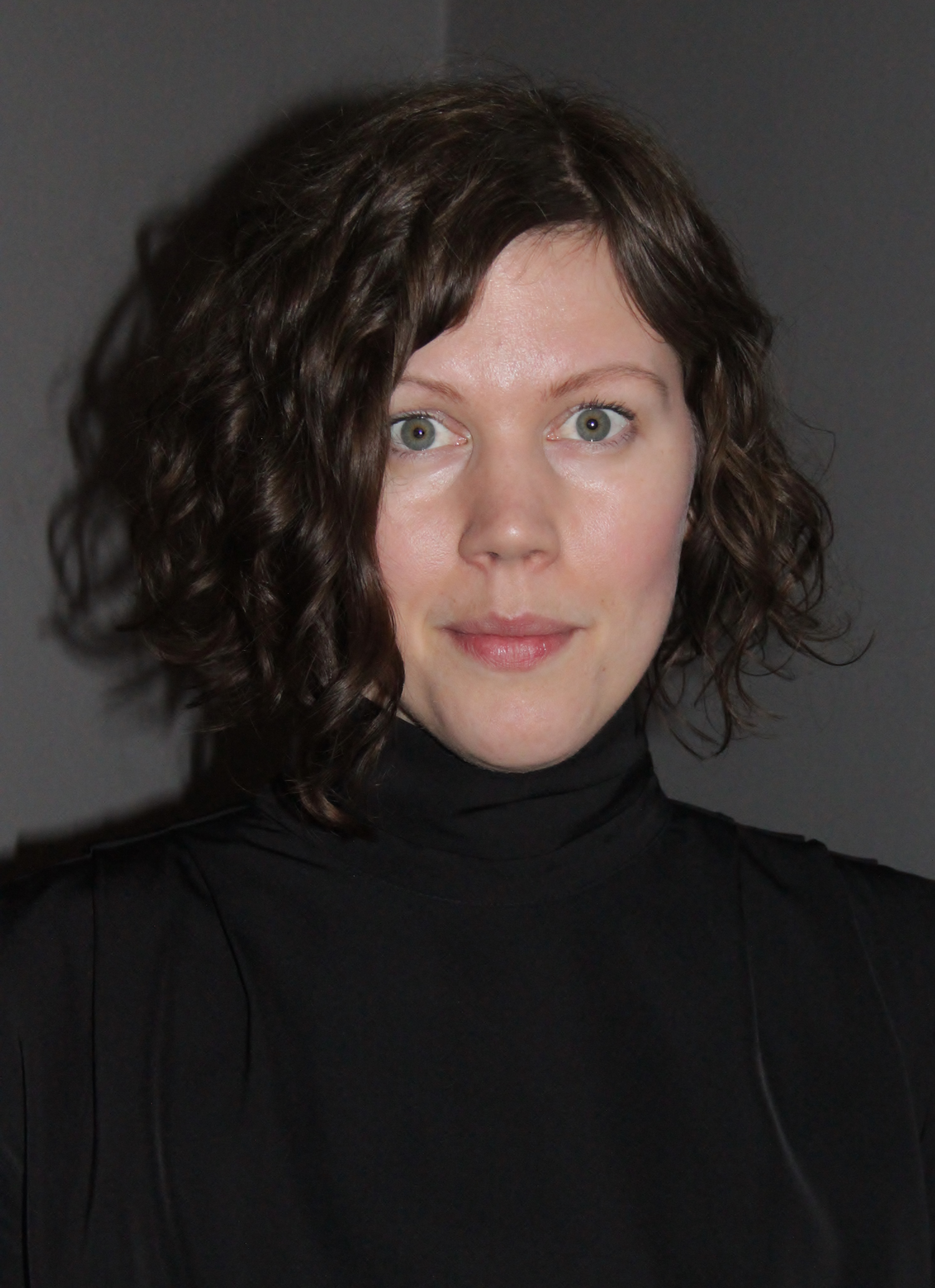
Regissören och manusförfattaren Amanda Kernell, 2017.

Amanda Kernells filmintresse slog rot redan som barn då hon började skriva egna manus. När hon som fjortonåring tittade på Lukas Moodyssons film Fucking Åmål (1998) fick Kernell inspiration till att "göra filmer om mina vänner, mig och min familj. Att det var vad folk ville se och att sådana historier också är värda något." Efteråt utbildade hon sig på regissörslinjen på Den Danske Filmskole i Köpenhamn och gjorde praktik på Unga Klara under ledning av dramatikern och regissören Suzanne Osten. Efter utbildningen regisserade Kernell ett antal kortfilmer som till stora delar utspelar sig i hennes hemtrakter kring Umeå och runtom i Västerbotten. Som regissör är Kernell mest intresserad av att skildra "omöjliga situationer och individers levnadsöden". Flera av hennes kortfilmer skildrar relationer mellan unga människor och gestaltar känslor av skam och skuld. Hon har själv beskrivit sina filmer som "personliga men också politiska genom att de pekar tillbaka på politiken som gjort saker som påverkat individen." Hon har även arbetet som filmpedagog och sexualupplysare i Västerbottens län.
Kernell är uppvuxen med en svensk mamma som arbetat som teaterlärare och en sydsamisk pappa som tidigare drivit Giron Sámi Teáhter och varit ordförande för sameföreningen i Umeå. Bland sina släktingar har hon en farbror som varit modersmålslärare i sydsamiska och kusiner som arbetar inom renskötseln i södra Sápmi. Kernell har berättat hur pappan under hennes barndom länge bejakat sitt samiska arv. Till exempel har han högläst för henne ur den samiska barnboken Barnen i Kautokeino och hämtat henne från skolan klädd i kolt. Enligt henne var detta för honom "en blandning av revansch för det som hans föräldrar fick utstå och för att vi ska få välja själva hur vi vill leva." Under tonårstiden brukade Kernell jojka inför sina kompisar och hon kom även i kontakt med producenten Mathias Fjellström, som uppmanade henne att skriva dikter för att komma i gång med sitt manusskrivande. En dikt som hon skrev handlade om en barndomskompis som visade sig ha en undangömd enäggstvilling som var gravt handikappad och som hölls hemlig från hennes skola.
Under en lång tid har Kernell haft idéer om att göra en film utifrån sin egen släkt från den samiska sidan. Specifikt om de medlemmar i släkten som i synnerhet under 1900-talet har helt eller delvis lämnat bakom sin samiska familj och sin bakgrund. Hon förklarade att hon vuxit upp "i en familj som, precis som alla andra samiska familjer, är präglad av 1900-talshistorien. Både av kolonialiseringen och av rasbiologin mot samerna. Den har lämnat spår i alla familjer." Kernell betraktade denna historia som mycket viktig både på ett politiskt och personligt plan för henne. Samtidigt var historien i sin helhet "välkänd i det samiska samhället. Det är en historia som de flesta känner till och alla har kopplingar till i sin släkt och så. Men i det svenska samhället eller norska samhället, så existerar den inte. Folk vet inte om att nomadskolorna fanns, hur vår raspolitik såg ut, att vi hade rasbiologisk forskning. Folk känner inte till den här delen av kolonialhistorien, förlusten av språk och assimileringspolitiken och så."
Kernell ville specifikt göra en film baserat på reella dilemman: "Hur ska man hantera det där med att det språket du pratar ska inte pratas, som kanske är det enda språk du kan. Vem ska jag vara då? Jag vill gärna göra en film från ett samiskt perspektiv, om en ung stark tjej, och titta lite närmare på skam och stolthet. Och sen vilja göra den som en slags kärleksförklaring till den äldre generationen som jag vuxit upp med." Samtidigt ansåg Kernell att den svenska koloniseringen i Norrland pågår fortfarande och att det främst kommer till uttryck i att olika ekonomiska intressen tar mark i anspråk på de samiska områdena i norr. Hon påpekade att Sverige ännu inte ratificerat ILO:s konvention om ursprungsfolk och stamfolk, trots att landet har varit med och skrivit den. I samband med avslöjandet av det så kallade "romregistret" i september 2013, blev Kernell övertygad om att betrakta filmen som en kommentar av Sveriges nuvarande assimilationspolitik och att dess koppling till nutiden var "mer påtaglig".
Kernell valde att kalla filmen Sameblod och motiverade att "den handlar om blod och arv och ras. Jag har fått få frågor om det från svensk sida men från samiskt håll har man associerat till något jobbigt. Men det handlar om släktskapet. Jag tycker att titeln provocerar på ett bra sätt." Hon utvecklade att filmen är "varken en upplysningsfilm eller ett vykort från Lappland. Det är jojk och blod och skam och vad det gör med en människa att bryta upp och skaffa en ny identitet." Samtidigt konstaterade Kernell att delar av filmen är baserad på hennes egen uppväxt, om "att vara en tonårstjej och vill bli älskad, att försöka passa in och inte berätta allt för folk om vem du är eftersom de kanske gillar dig mer ifall du ljuger lite. Många delar i filmen kunde ha hänt idag."

### Manus
Sameblod skulle enligt Kernell främst vara en coming of age-film, om "vem man ska vara för att bli älskad och passa in någonstans. Att hitta sin plats i världen". Hon ville samtidigt göra "en fysisk film" som skulle fokusera på att vara "mer rått och våldsamt än tillrättalagt och tjusigt". Kernell ville dock inte göra filmen i egenskap av historiker: "Jag är ju mest intresserad av levnadsöden. För mig var det viktigast att fånga hur det kändes. Jag menar, vad gör det med en att veta att man anses vara en underutvecklad människa? Hur förvandlar man abstraktioner som skamkänslor och kolonisering av hjärnan till konkreta bilder? Sådant har jag grubblat över." En inspiration för Kernell var filmen Råttfångaren (1999) av Lynne Ramsay, som enligt Kernell gav henne "inspiration till mise-en-scène, fotografi och inramning, samt med berättande. Det är min typ av film – den är våldsam, rolig, rörande och sann, och den ger dig bilder som du aldrig kommer att glömma." Hon fick även inspiration av Nils Gaups filmer och av olika miljöer, jojker och samiska poeter som hon har vuxit upp med. Kernell fick även stöd av Giron Sámi Teáhters teaterchef Åsa Simma, som medverkade som dramaturg på filmens manus.
Inför starten av filmproduktionen skrev Kernell ett filmmanifest, där hon beskrev sina mål och metoder i skapandet av filmen, och som hon vidareutvecklade under produktionens gång. Hon gav manifestet till både skådespelarna och medlemmarna i filmteamet.
| ” | Jag vill skapa en film som har en stor politisk och emotionell genomslagskraft. Jag vill göra en film som är komplex, där det inte är så enkelt som att allt är förlöst bara för att man kommer hem och tillbaka till naturen. Jag vill göra en film som ger en möjlighet för publiken att själv värdera och döma. Jag vill göra en historisk film om assimileringen av samerna som jag känner till, men som har stor relevans idag som en parallell historia till den assimilering vi idag kräver av invandrare i Sverige. Jag önskar att publiken genom att se filmen kan se företeelser som nomadskolan och dess konsekvenser i ett större politiskt och historiskt perspektiv, och att vi därigenom kan få bort en del av skammen och självföraktet och få en starkare samisk gemenskap. Jag vill att den förhåller sig historiskt korrekt till fakta, som kostymer och byggnader, men jag vill poängtera att historien är fiktion för att säkra de involverades integritet. Jag vill att vi ska arbeta med nutiden och 1930-talet, men att dessa är tidlösa, vi ska glömma tiden. | „ |

I sitt manusförfattande ville Kernell skapa en berättelse om två samiska systrar, där den ena systern måste offra sin syster och relationen till henne och sin egen familj genom att ta avstånd från sin samiska identitet för att skapa sig ett bättre liv. Kernell har själv vuxit upp med äldre i sin familj som själva är samer men som tar starkt avstånd från allt samiskt och talat väldigt negativt om samerna. Anledningen var för att dessa under sin uppväxt gått i nomadskolan, där bara det svenska språket var tillåtet. Hon har själv undrat om man kan bli en annan människa och om man kan "bryta med sin bakgrund och sin kultur, sitt språk, sin familj". Hon har även funderat på om man som same kan "behålla sin värdighet i ett system där det är svårt". Samtidigt som det kan råda en viss skam över de samer som har brutit med sin samiska identitet, menar Kernell att det finns "en stolthet också över dem som har gjort en klassresa och nån slags karriär. Men de lyfts ju inte fram som några hjältar heller". Vissa samer kom även att "hamna i det där mellanrummet, third space. Varken det ena eller det andra." Dessutom har Kernell sedan barndomen velat hitta en sorts "lösning" på denna problematik innan den äldre generationen skulle dö ut: "Det har jag velat och sen har jag varit osäker på om det kan ske i verkligheten och då har jag skapat det i fiktion."
Inför arbetet gjorde Kernell intervjuer med äldre samer både i sin egen släkt och med andra familjer som under sin ungdom gick i nomadskolor, i syfte att skapa sig själv en uppfattning om hur livet och skolgången var för unga samer under 1930-talet. Kernell inledde med att 2013 intervjua sin farmors lillasyster i Hemavan. Sedan intervjuade hon sina "släktingar, och släktingars vänner, och vännernas vänner" som bodde i Tärnaby, i Stockholm och i hennes hemtrakter kring Umeå. Kernell ville utforma deras berättelser som delar av ett gemensamt minne, där man skulle tänka tillbaka till "när du själv är gammal, hur det kändes att vara uppe i fjällen när du var som mest tillfreds, eller så kanske du kommer ihåg ansiktet på den första pojken du låg med." Som en del av Kernells researcharbete inför filmen fick hon besöka Uppsala universitetsbibliotek, där hon studerade den rasbiologiska forskningen som bedrevs av Statens institut för rasbiologi. Där fick hon tillgång till kopior av de böcker som publicerats med originalfotografier av nakna samiska barn i olika kroppsställningar. "Jag funderade mycket på att göra denna rasbiologiska undersökning. Det måste finnas där, för det är en del av det som hände. Det är en del av detta mörka kapitel i Sveriges historia." Samtidigt var Kernell mån om att filmen inte specifikt skulle skildra rasbiologi: "Jag tycker att det skulle vara provocerande att göra en film om en ung tjej och så får rasbiologin allt fokus. Även om de tankegångarna präglade samhället då och samer utsattes för att en omfattande strukturell diskriminering på de flesta områden, vilket är en slags fond till filmen."
Från dessa intervjuer och researcharbetet fick Kernell känna mycket press från sig själv, då hon ville att filmen skulle porträttera den äldre generationens samer på ett korrekt sätt.
| ” | Men jag kände att om jag skulle ge mig på att berätta den här historien, om nomadskolorna och vår koloniala historia, så blir ju det historieskrivning, även om filmen handlar om en person och hennes liv och de val hon gör. Det har känts viktigt att det skulle bli en bra film, att jag skulle ha tillräckligt med tid för research och intervjuer. Att jag skulle göra det rätt. Så att släkten inte behöver skämmas för mig, så att detaljer inte blir fel och så. Allt går ju inte att få rätt, man måste ju ha sin konstnärliga frihet. Men jag har känt ett så stort ansvar, det har kanske varit svårt att ta tag i det här tidigare för mig. | „ |

För innehållet i filmen hade Kernell en lista över sina "perversioner", vilket var en metod som hon fick lära sig i Den Danske Filmskole där filmskapare ombads lista ting och aktiviteter som skulle väcka fascination och lust. I sin genomgång av manuset såg Kernell till att det skulle innehålla "lustscener" snarare än "pliktscener". I Kernells lista fanns exempelvis "bakelser, mikrovåld, människor som bär varandra, flickrum, institutioner och uniformer." Gällande bakelser får den i filmen en bärande betydelse som klassmarkör, då Elle-Marja i filmen släpar sig upp på fjället och bjuder sina tveksamma föräldrar på en "mäktig gräddbakelse från fina konditoriet i Uppsala". Gällande Kernells perversion för institutioner och uniformer förklarade hon: "Det är så fantastiskt fascinerande och skrämmande att titta på Leni Riefenstahls filmer till exempel, där kroppen är ett medel för nationalstaten. Ideal och rashygien och en sund själ i en sund kropp. Dessutom passar det mitt extrema kontrollbehov att människor står uppradade i uniformer, att det är ordning och reda i bilden. Så då kom jag på att Elle-Marja ska göra sin entré mitt i en gymnastiklektion istället, bland tjejer som är identiskt klädda. Och plötsligt kände jag att åh, den här scenen vill jag verkligen se!"
Kernell betraktade såväl Sameblod som samisk film i allmänhet som en del av "Indigenous Cinema", en global rörelse där urfolk världen över "tar tillbaka sina språk och kultur genom film och andra konstformer och på så sätt tar man också definitionsmakt över vem du är och manifesterar sin rätt till existens." Under filmens senare filmfestivalturné har flera utländska tittare betraktat den som en parallellhistoria dels till sin egen ursprungsbefolkning, dels till flyktingkrisen i Europa vilket fick Kernell att dra slutsatsen att filmen "lika gärna kunnat ha ägt rum i ett flyktingläger idag i Sverige på många sätt." Kernell fick även respons på att flera folk kunde känna igen sig med filmen genom att de själva har "flyttat från landsbygd till stad, eller bytt land eller flytt (från ett) land, eller tillhör en minoritet och har försökt passa sig in i en majoritet, eller gjort en klassresa eller så".
Kernell ville även att filmens samiska rollfigurer skulle tala sydsamiska, vilket talas flytande av endast 500 personer och som enligt Förenta nationerna räknas som ett av världens mest hotade språk. En huvudsaklig anledning till detta låga antal var för att det fram till 1970-talet var förbjudet att tala språket på nomadskolor. Detta fick flera samer från den äldre generationen att sluta tala sydsamiska och lära ut språket till sina barn. Enligt författarna Scott MacKenzie och Anna Westerståhl Stenport spelar de svenska och sydsamiska språken i filmen en viktig roll som tvistepunkt mellan filmens rollfigurer. Under filmens olika språkbyten "signaleras ett skifte i statusen mellan att vara främling och invigd, där Elle-Marja/Christina använder svenska för att ta avstånd från sin familj och gemenskap, medan de samiska rollfigurerna talar samiska med henne för att dra henne tillbaka in i deras kulturella kontext. Svensktalande rollfigurer anmärker på hennes dialekt eller antar att hennes namn måste vara något exotiskt." Kernell ansåg själv att det sydsamiska språket är "huvudrollens känslospråk. Språket är hela filmens utveckling, det hon tar avstånd ifrån och kommer tillbaka till."

### Stoerre Vaerie

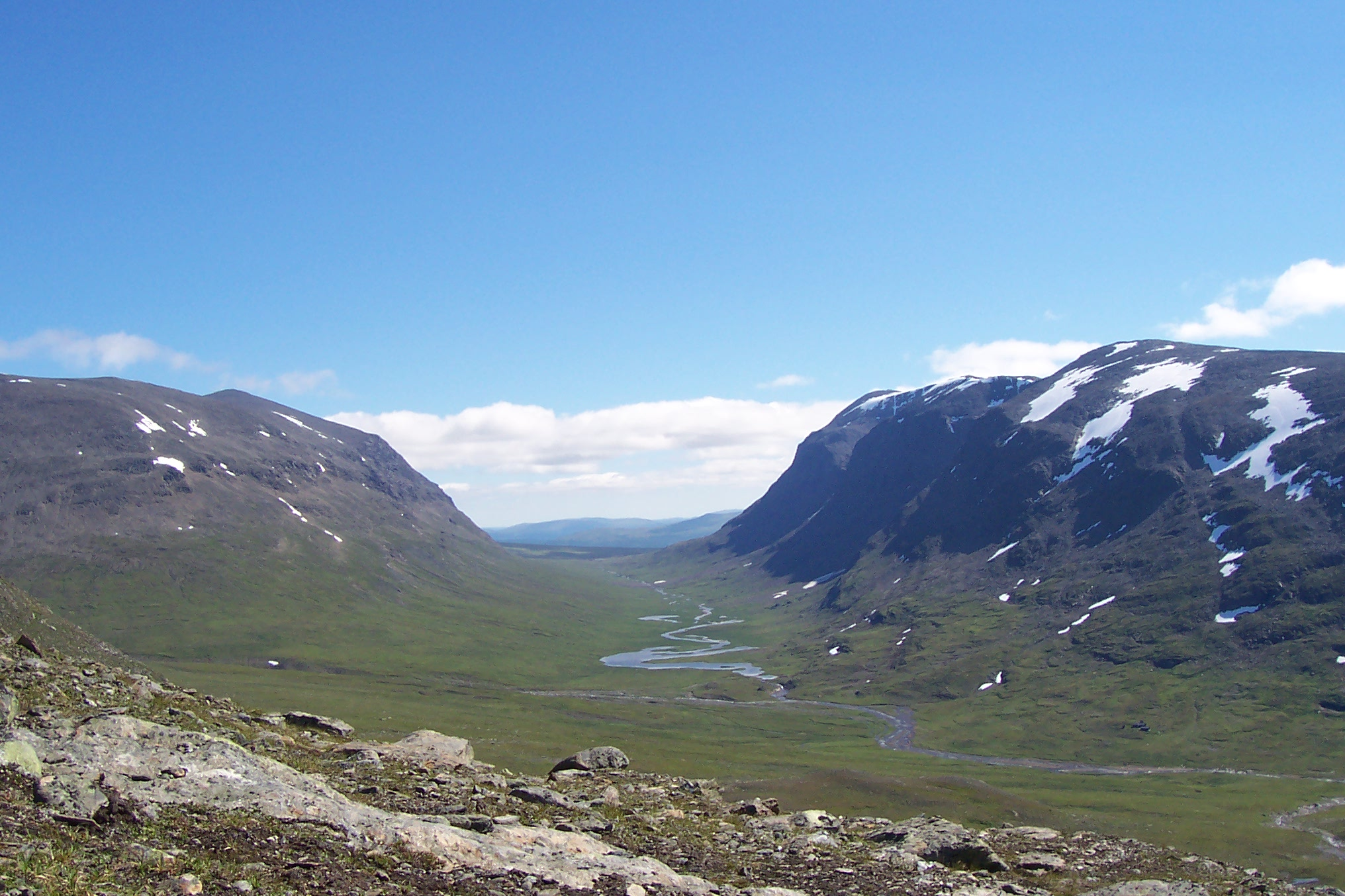
Stoerre Vaerie och delar av Sameblod utspelar sig vid Norra Storfjället i Västerbottens län, där Elle-Marja och hennes familj har sitt hem. Bild på dalgången Syterskalet år 2005.

Innan produktionsstarten för Sameblod valde Kernell att först producera en kortfilm under titeln Stoerre Vaerie (det sydsamiska namnet på Norra Storfjället). Den blev Kernells första samiska filmprojekt och den första filmen på sydsamiska. Kortfilmen producerades av Nordisk Film Production Sverige AB, med Lars G. Lindström som producent, i samproduktion med det Tärnaby-baserade produktionsbolaget Bautafilm AB, med Oskar Östergren som medproducent och platsansvarig. Den tilldelades produktionsstöd från Sveriges Television, Film i Västerbotten, Sametinget och Internationella samiska filminstitutet (ISF). Den inspelades under juli och augusti 2014 i Tärnaby, Hemavan, Skouvle och Umeå, inklusive i Umnäs kyrka och församlingshem. Filmfotograf var Petrus Sjövik, som har fotograferat samtliga av Kernells tidigare kortfilmer innan han arbetade med Stoerre Vaerie.
Stoerre Vaerie hade premiär den 25 januari 2015 på biograf Draken under Göteborg Film Festival. Filmen blev även en av 60 utvalda filmer av 8 000 sökande till att delta på kortfilmsprogrammet på Sundance Film Festival i Park City i Utah, USA den 23 januari 2015. Det är den första samiska filmen som visats i filmfestivalen, vilket ISF:s direktör Anne Lajla Utsi betraktade som det största som hänt inom samisk film sedan den norsk-samiska filmen Vägvisaren (1987) blev nominerad till en Oscar för bästa utländska film.
Kortfilmen fick ett positivt mottagande och tilldelades utmärkelser såsom publikpriset på Göteborg Film Festival, bästa svenska kortfilm på Uppsala Internationella Kortfilmfestival och bästa kortfilm på urfolksfilmfestivalen Imagine Native i Toronto. Kortfilmens framgångsrika mottagande gjorde att Kernell och filmens producenter valde att vidareutveckla den till en långfilm. Dess innehåll kom även att användas både som prolog och epilog till Sameblod. Kernell kom att betrakta Stoerre Vaerie som "en slags konstnärlig förberedelse och formgivningsprojekt – hur det skulle fungera visuellt och så vidare."

### Förproduktion av långfilmen
Produktionen av Sameblod inleddes några månader efter Stoerre Vaeries premiär och som kom att bli Kernells långfilmsdebut. Långfilmsmanuset var redan färdigskrivet inför produktionsstarten. Filmen producerades av Nordisk Film Production Sverige AB, med Lars G. Lindström som producent. Filmen samproducerades med Nordisk Films danska motsvarighet Nordisk Film Production A/S (med Tomas Radoor & René Ezra som medproducenter), Sveriges Television (med Hanne Palmquist som medproducent), Bautafilm AB (med Oskar Östergren som medproducent) och det norska produktionsbolaget DigiPilot A/S (med Jim Hansen som medproducent). Filmens budget uppskattades till 2 312 208 euro. Filmen tilldelades 8,3 miljoner kronor i produktionsstöd från det Svenska Filminstitutet, med Magdalena Jangard som filmkonsulent. Den fick även produktionsstöd från det Danska filminstitutet (201 000 euro), det Internationella samiska filminstitutet (1,4 miljoner norska kronor), Europarådets filmfond Eurimages, Konstnärsnämnden (100 000 kronor), Sametingets kulturnämnd (150 000 kronor till Bautafilm AB), Film i Västerbotten, Film Fond Nord (150 000 norska kronor till DigiPilot A/S) samt Kulturnäringsstiftelsen Sparebank Nord-Norge. Producenten Lars G. Lindström ansåg att filmen var en "ganska billig film" att producera, men att filmteamet ändå lyckades göra filmen "så som vi ville inom de ramarna vi hade".
En av filmens kostymörer var Sara Svonni, som tidigare arbetade i produktionen av Stoerre Vaerie i samarbete med kostymören Viktoria Mattila. Under sommaren 2015 sydde Svonni flera koltar inför filmproduktionen från sin syateljé i Tärnafors utanför Tärnaby. Enligt filmteamets önskemål skulle koltarna se ut som att de kom från 1930-talet. Svonni berättade att under 1930-talet "var kolt ett vardagsplagg som användes tills den var för liten eller gick sönder." Filmteamet efterfrågade även från allmänheten om äldre koltar som de kunde få låna under filminspelningen.

### Rollsättning
Rollsättningen för både Stoerre Vaerie och Sameblod pågick under två års tid, där Kernell hade som mål att blanda professionella skådespelare med amatörskådespelare. Filmteamet arrangerade castings och provfilmningar runt om i Sápmi, inklusive i Umeå, Snåsa, Tärnaby och Funäsdalen. Då Sameblod främst skulle utspela sig under 1930-talet, letade Kernell och filmteamet efter en person som kunde spela Elle-Marja som ung flicka. Huvudrollsinnehavaren skulle tala sydsamiska obehindrat och kunna renskötsel. Man skulle även leta efter en person som kunde spela som Elle-Marjas syster Njenna. Kernell kommenterade att hon hade provfilmat ett stort antal tonårsflickor som hade sydsamiska som modersmål, men att hon hade som önskemål att hitta två riktiga systrar, med motiveringen att hon ville "arbeta i gränslandet mellan det verkliga och det fiktiva."
Rollen som den äldre Elle-Marja gick till Maj-Doris Rimpi. Rimpi hade en bakgrund som renskötare, skådespelare och konstnär och som på 1970-talet startade den första fria samiska teatergruppen Dálvadis. Hon kommenterade att hon fattade stort intresse för filmen då den delvis skulle skildra hennes egen historia: "Våra förfäder, mina föräldrar, mor- och farföräldrar och även jag har också levt det här. Jag blev inackorderad i svenska familjer när jag var sex-sju år. Jag ger mig själv till det här för det är min historia. Det handlar om vårt liv, om vad som egentligen hände. Varför var man tvungen att mäta våra huvuden till exempel?" Olle Sarri tilldelades rollen som Elle-Marjas son Olle, medan Ánne Biret Somby fick rollen som Elle-Marjas barnbarn Sanna. Sarri kände sig stolt över sitt medverkande i filmen och kommenterade att han "faktiskt aldrig känt mig så mycket same som nu, då jag från SD fått förstå att jag inte är välkommen att leva här i Sverige."
Efter ett långt sökande lyckades filmteamet hitta de sydsamiska systrarna Lene Cecilia Sparrok och Mia Erika Sparrok från Smalåsen, ett litet samhälle i Namsskogans kommun i Trøndelag fylke i Norge. Deras egen mormor Lillie Sparrok tilldelades även rollen som Elle-Marjas och Njennas mormor Aahka. Lene Cecilias gudfar Tom Kappfjell tilldelades rollen som Elle-Marjas och Njennas morfar Aajja. Hennes syster Mia Erika Sparrok hade tidigare skådespelat i den norsk-sydsamiska tv-serien Laara og Leisa (2015).
Lene Cecilia Sparrok, som själv är renskötare, blev inbjuden på casting till Umeå under Samiska veckan i oktober 2014. Efter några veckor erbjöds hon rollen som den yngre Elle-Marja. Både Sparrok och Kernell beskrev den yngre Elle-Marja som huvudfiguren Katniss Everdeen från bokserien Hungerspelen, som "också var en tjej som bröt med normerna och var sig själv". Sparrok var glad att filmen inte var en romantisk skildring av den samiska kulturen och att det var den första långfilmen i sitt modersmål sydsamiska. Under månaderna innan inspelningsstarten fick Sparrok enligt Kernell hårdträna "både för skådespelartekniker, men också i att ro som på 1930-talet, hugga ved, nackstick och jojk." Lene fick mycket stöd i sitt skådespel av sin syster Mia: "Syrran har spelat mer än mig, det var hon som var proffset och peppade Nu måste du skärpa dig, Lene… Det blev mer riktigt när jag spelade mot henne, banden mellan systrar är starka. Att spela någon som lämnar sin syster, det gör ont!" För att studera sin rollfigur fick Sparrok besöka och ta del av den samiska arkivsamlingen på Uppsala universitet, där hon fick se vad bland annat hennes egna släktingar utsattes för av Statens institut för rasbiologi.
Hanna Alström tilldelades rollen som lärarinnan Christina Lajler. Kernells ville göra rollfiguren till en slags förebild för den unga Elle-Marja: "Så jag ville att hon skulle vara som, 'Åh, hon är så vacker och blond! En så älskvärd nazistisk kvinna!" Alström såg tillbaka på filmen som mycket viktig, och poängterade att "det var ju själva berättelsen som var så otroligt viktig att berätta och få ut. Hur vi har haft det här i Sverige, vår historia. Det är ju en jättestor del av vår historia som inte många känner till faktiskt. [...] Det är alltid roligt att få vara med i nånting som känns extra viktigt och nära hjärtat." Ylva Gustafsson tilldelades rollen som nomadskolans husfru Laevie. Hon beskrev sin samiska rollfigur som väldigt sträng gentemot de samiska barnen, men att hon samtidigt "också (var) ett offer, hon har naturligtvis också blivit utsatt för ungefär samma behandling. Dem här individerna som också varit överlöpare, de har en otroligt viktig roll för att en kolonisation ska lyckas. Och att förtryck ska kunna bli så starkt."
Som förberedelse inför filminspelningen arrangerade Kernell en workshop tillsammans med de samiska barnskådespelarna. Barnen fick göra improvisationer utifrån deras egna erfarenheter av att vara samer och delades upp i grupper där de fick turas om att spela som offer respektive förtryckare. Kernell medgav att de flesta tillmälen som barnen fick höra under deras uppväxt var "för brutala" för att kunna användas i filmen. För att ingen av de samiska skådespelarna skulle känna sig utpekade var Kernell bestämd att inte ge filmens rollfigurer några efternamn, liksom att rollfigurernas koltar inte skulle tillhöra någon särskild släkt.

### Inspelning

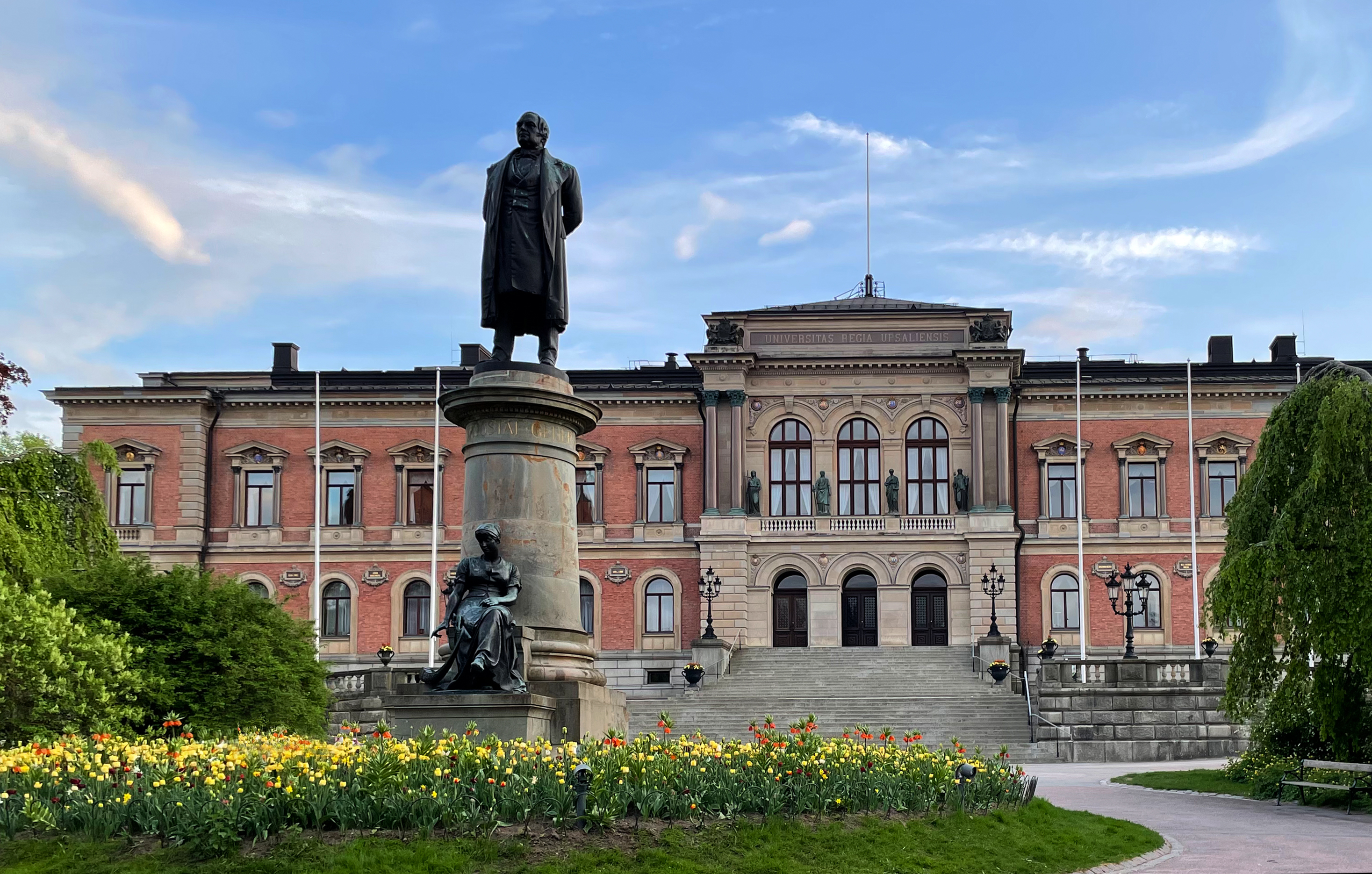
Universitetshuset i Uppsala (2023), som rollfiguren Elle-Marja besöker i filmen.

Filminspelningen skedde under 35 dagar mellan 10 augusti och 25 september 2015. Filmfotograf var Sophia Olsson, som hade som mål med filmen att "fånga det majestätiska fjällandskapet i Sápmi utan att romantisera det så att skönheten skulle överskugga själva berättelsen." För sitt kameraarbete tog Olsson konstnärlig inspiration från fotografen Philip-Lorca di Corcias suggestiva dokumentärbilder.
Huvuddelen av filmen inspelades under fyra veckor i Hemavan-Tärnaby-fjällen, inklusive på fjällpasset Umskaret utanför Mo i Rana i Norge. Övriga scener inspelades i Uppsala och i Stockholm. Joeströms gamla skola utanför Tärnaby användes av filmteamet till att gestalta nomadskolan. I Uppsala inspelades exteriörscener vid Skytteanum, Botaniska trädgården, Universitetshuset och stadsdelen Kåbo, samt interiörscener i universitetsbiblioteket Carolina Rediviva. Vikanders hem spelades in i en villa på Lidingö.
Vid förberedelserna av inspelningen skrev både Kernell och Olsson poetiska rubriker till samtliga scener, en metod som regissören Bo Widerberg använde för att till varje scen försöka fånga en viss typ av stämning eller känsla. Stora delar av filmen inspelades i soligt och varmt väder under sensommaren 2015. Kernell ville ursprungligen att filmen skulle inspelas med dåligt och kämpigt väder, då hon ville att naturen i filmen "inte skulle vara som ett vykort från en semester, utan mer som ett motstånd för karaktären." Kernell beskrev inspelningen som "så enormt mycket svårare än något annat jag har gjort." Dels att inspelningsplatserna ute på fjället oftast var svårtillgängliga och krävde transport med både fyrhjuling och helikopter, och dels att det var "knepigt i sig att regissera barn och djur och synkrongymnastik och ha tonåringar ute i en båt när det blir storm." Samtidigt såg Kernell tillbaka på det utmanande arbetet som en rolig upplevelse: "Jag älskar det för då vet du att när du ser på den här (filmen) så finns det ingen [iscensatt] koreografi. Eftersom allt det här inte kan kontrolleras så blir det på ett sätt närmare verkligheten. Det var viktigt att folk inte skulle ta avstånd från varandra. Om du skulle börja titta på en historisk dramafilm, eller åtminstone jag, så kommer jag att luta mig tillbaka och titta på de fina klänningarna och de fina hattarna, men jag ville att folk skulle glömma bort det och tänka: Wow, nu händer allt det här."
Inspelningen var oftast mycket krävande för Lene Cecilie Sparrok, som även fick kombinera inspelningsarbetet med sina skolstudier. Flera scener under filmen fick henne att känna på ett personligt plan. Enligt henne var det "hårt att spela in scener som den med rasbiologernas undersökningar... Mig hade det knäckt mentalt." Under scenen där Elle-Marja skulle jojka inför Vikander och hans kompisar blev hon mycket nervös och det fick henne att känna sig "så naken". För att lugna Sparroks scennerver fick Kernell lova inför henne att hon själv skulle jojka inför hela filmteamet under produktionens slutfest. En annan scen som var svår för Sparrok var scenen då Elle-Marjas mamma ger henne pappans silverbälte: "Mig ligger renskötseln och det samiska närmast, det vill jag aldrig lämna. Och när Elle-Marja gör det känns det som om jag dödade mig själv."

## Musik
Filmens musik komponerades av den danske kompositören Kristian Eidnes Andersen. Hans kompositioner är baserad på nordisk folkmusik och bestod av bland annat glas, cello och sinustoner på en gammal synthesizer.
Andersen samarbetade med den sydsamiske musikern Frode Fjellheim med att inkorporera jojkar i filmen. Den typ av jojk som framförs i filmen är vuöllie, sydsamisk jojk. Kernell förklarade att till skillnad från nordsamisk jojk, som består av bröstklang, är vuöllie "mer nasal med huvudklang". I slutet av filmen, liksom i kortfilmen Stoerre Vaerie, framförs en "platsjojk" vid namn "Stoerre Vaerie", som framförs av Charlotta Kappfjell och inspelades av Frode Fjellheim. Kernell kommenterade att "Stoerre Vaerien vuöllie som Charlotta kan och är bärare av hörde jag som liten och minns den väl eftersom släkten bor i närheten av Stoerre Vaerie och jag alltid varit där mycket." Kernell ville ursprungligen använda jojkar endast under filmens inledning, då det var svårt för de äldre skådespelarna att jojka framför kameran eftersom det tidigare varit förbjudet att jojka i Sverige fram till 1970-talet. Efteråt beslutade hon sig för att använda jojk som en del av rollfigurernas dialoger och att inte inkorporera det i filmens soundtrack. Hon motiverade att ifall det hade varit en del av soundtracket så hade "folk sett den mer som en ursprungsberättelse och jag tror att musiken bara ska förmedla hennes känslor och inte få dig att tänka på en specifik grupp av människor. Jag ville att folk skulle identifiera sig [med berättelsen] och det verkar de göra."
Utöver Andersens kompositioner innehåller filmen även licensierade låtar och psalmer. Enligt Kernell var det en utmaning för filmteamet att hitta och skaffa rättigheterna till gammal musik innan 1933 på en bra inspelning.
| 1.  | Stoerre Vaerie                     | Frode Fjellheim & Hildegunn Øiseth | Charlotta Kappfjell, Jörgen Stenberg & Frode Fjellheim            |  |
| 2.  | I thought I heard Buddy Bolden say | Jelly Roll Morton                  | Jelly Roll Morton                                                 |  |
| 3.  | There's a cabin in the pines       | Billy Hill                         | Fredrik Lindborg, Daniel Tilling, Göran Lind & Daniel Fredriksson |  |
| 4.  | Fädernas kyrka                     | Gustaf Aulén                       | Daniel Svedberg                                                   |  |
| 5.  | Jazz Under The Stars               |                                    |                                                                   |  |
| 6.  | My Daddy Rocks Me                  | James Bernie Barbour               | James Bernie Barbour                                              |  |
| 7.  | Uplifter                           |                                    |                                                                   |  |
| 8.  | Njoktje                            | Frode Fjellheim                    | Marja Helena Mortensson                                           |  |
| 9.  | Ett litet fattigt barn jag är      | Charlotte Lindholm                 | Daniel Svedberg                                                   |  |
| 10. | En Stilla Flirt                    | Jules Sylvain & Gösta Stevens      | Sonia Estelle                                                     |  |

## Utgivning
Sameblod distribuerades i Sverige, Norge och Danmark av Nordisk Film Distribution AB. Filmen hade sin världspremiär på filmfestivalen i Venedig den 8 september 2016 i sidosektionen Venice days. ISF:s direktör Anne Lajla Utsi ansåg att dess premiär i Venedig var av stor betydelse "både för Kernell själv men även för den samiska filmvärlden. Det här tycker jag är sensationellt." Filmen visades efteråt på Toronto International Film Festival i sidosektionen Discovery 8-18 september 2016, på Tokyo International Film Festival den 26 oktober 2016 samt på Sundance Film Festival i sidosektionen Spotlight 19–29 januari 2017. Filmen visades för första gången i Sverige på biograf Draken i Göteborg den 31 januari 2017 i samband med Göteborg Film Festival. Den hade även samisk premiär på Nova kino i Trondheim den 5 februari 2017, i samband med hundraårsjubileet av det första gemensamma samiska landsmötet som hölls i staden, liksom på filmfestivalen i Berlin i sidosektionen Native 9-19 februari 2017. Filmen släpptes kommersiellt i Sverige den 3 mars 2017. Den hade galapremiär både på biograf Skandia i Stockholm den 27 februari samma år och på Vävenscenen i Umeå den 4 mars.
Det danska distributionsbolaget LevelK ansvarade för filmens internationella försäljning. Under en månad innan filmens svenska premiär hade LevelK sålt filmen till ett tiotal länder. Los Angeles-baserade distributionsbolaget Synergetic Distribution förvärvade visningsrättigheterna i USA och Kanada, som satte filmens nordamerikanska kommersiella premiär den 2 juni 2017. Övriga länder som förvärvade de kommersiella visningsrättigheterna var Japan av Uplink, Hongkong av Encore Inflight for world airline rights, Kina av Lemon Tree, Tjeckien av Film Europe S.R.O., Turkiet av Medyavizyon, Cypern av SinemaTV och Benelux av ABC – Cinemien.
Den 15 juli 2017 släpptes Sameblod på DVD och video-on-demand av Nordisk Film. Den släpptes på DVD och Blu-ray i USA av Synergetic Distribution den 13 februari 2018. Filmen hade efteråt visningar på Cinemateket den 17 mars 2018, på SVT2 den 21 april 2019 respektive 31 januari 2020 samt på SVT Play under 30 dagar från och med den 13 oktober 2023.

## Mottagande

### Kommersiell respons
Inför sin svenska premiär hade SF Bio satt upp Sameblod på enbart sex mindre svenska biografer. Anledningen var för att Nordisk Film hade räknat med omkring 6 000 biobesök under premiärhelgen, liksom att SF Bio ville känna av marknaden då man ansåg att det inte var ovanligt att prisade filmer inte skulle nå samma framgångar i svenska biografer. Endast två SF-biografer visade filmen i Stockholm under premiärhelgen, medan städer som Malmö, Uppsala och Linköping uteblev. Trots dess begränsade premiär hade filmen under öppningshelgen lockat 12 981 biobesökare, vilket gjorde att den hamnade på sjätte plats på den svenska biotoppen. Den klättrade sedan till fjärde plats under veckan därefter.
Tack vare det stora publikintresset lovade SF Bio:s programdirektör Sture Johansson att filmen från och med den 10 mars 2017 skulle gå upp i fler städer över hela landet. Enligt Kernell skulle det röra sig om 140 biografer på 100 orter, varav flera i Sápmi. Filmkritikern Björn Jansson kritiserade SF Bio:s strategi för filmen och filmkritikern Jacob Lundström kallade det för ett "filmpolitiskt misslyckande". Den 16 mars hade filmen setts av omkring 50 000 personer. En månad efter dess biopremiär hade den setts av över 100 000 personer. Efter tre månader hade den setts av omkring 170 000 personer på 313 svenska biografer. Enligt statistikrapporter från Svenska Filminstitutet hade filmen under 2017 lockat sammanlagt 197 437 svenska biobesökare och blev den femte mest sedda svenska filmen det året.
Enligt databasen Lumiere som hålls av European Audiovisual Observatory, Europarådets organ för den audiovisuella sektorn i rådets länder, hade filmen mellan 2017 och 2022 lockat sammanlagt 364 468 biobesökare i Europa, eller 167 031 biobesökare från 17 europeiska länder exklusive Sverige. Dessa inkluderar 57 037 från Norge, 21 986 från Frankrike, 19 081 från Finland, 17 148 från Nederländerna, 11 375 från Schweiz, 9 964 från Tyskland, 8 135 från Italien, 5 206 från Belgien, 4 929 från Grekland, 3 152 från Tjeckien, 2 821 från Danmark, 1 692 från Slovenien, 1 676 från Slovakien, 1 553 från Österrike, 891 från Kroatien, 213 från Lettland och 172 från Litauen. Enligt siffror från webbplatsen Box Office Mojo hade filmen mellan 2017 och 2018 dragit in 160 949 amerikanska dollar från Norge, 132 797 dollar från Finland, 113 825 dollar från Nederländerna och 34 845 dollar från Grekland.
Enligt statistiksiffror från SVT sågs Sameblod av nästan 300 000 personer på TV år 2019. På webb-tv sågs filmen av 106 459 personer, vilket gör den till den sjunde mest sedda svenska filmen på webb-tv år 2019.

### Kritisk respons
Sameblod fick genomgående positiva recensioner, i såväl svenska som europeiska och amerikanska medier. Enligt Svenska Filminstitutets eget recensionsindex hade filmen snittbetyget 4,40 av 5. Det är det högsta betyget bland 2017 års svenska filmer och den tredje högsta bland internationella filmer som haft svensk biopremiär. Sedan 2017 har filmen det högsta betygssnittet för en svensk film sedan Filminstitutet började sammanställa recensioner år 2007. På Kritiker.se har filmen genomsnittsbetyget 4,3 av 5, baserat på 17 recensioner. På webbsidan Rotten Tomatoes har filmen betyget 97 procent baserat på 30 recensioner (på deras så kallade "Tomatometer") med ett genomsnittligt betyg på 7,2 av 10. På Metacritic har filmen ett genomsnittsbetyg på 79 av 100, baserat på sju recensioner.
Dagens Nyheter, Folkbladet, Göteborgs-Posten, Västerbottens-Kuriren och Sveriges Radio P4 gav alla filmen betyget 5 av 5. Eva af Geijerstam på Dagens Nyheter skrev att till skillnad från andra samiska filmer som Kautokeinoupproret (2008) och Ge oss våra skelett! (1999) har "ingen av dem [...] närmat sig Sameblods nyansrika och mångfasetterade skildring av vad det kan innebära att tvingas säga upp sin tillhörighet för att nå det vi gärna vill kalla "assimilering". Det är en film alla inblandade kan vara stolta över, om en ännu inte avslutad historia att skämmas över." Karin Svensson på Folkbladet skrev att "i botten finns en berättelse om att leta efter en egen identitet, som alla som någonsin har varit unga kan känna igen sig i. Om det finns något att vara stolt över som svensk, så är det den här filmens välförtjänta segertåg på världens filmfestivaler." Maria Domellöf-Wik från Göteborgs-Posten skrev att Amanda Kernell "skriver in sig i filmhistorien med sin första långfilm, vars visuella kraft och genialitet tål att jämföras med mästerverk som Jane Campions Pianot. Framförallt är Sameblod en svidande stark uppgörelse med den svenska rasbiologin." Lars Böhlin från Västerbottens-Kuriren beskrev filmen som "förbluffande övertygande och moget. Filmen har det där flytet där inget känns fel, som när repliker skorrar falska eller där berättelsen känns onaturlig. Det kan vi tack en gedigen insats av alla inblandade." Björn Jansson på Kulturnytt kallade Sameblod för den bästa svenska filmen sedan filmen Låt den rätte komma in (2008). Malena Janson på FLM hyllade filmens lågmäldhet och subtilitet, där hon beskrev att den "vanliga filmsjukan(s) övertydlighet är här ersatt av tilltro till berättelse, kamera och skådespelare – samt publikens förmåga till tolkning och empati.".
Erika Hallhagen från Svenska Dagbladet gav filmen betyget 5 av 6 och skrev att Lene Cecilia Sparrok och Maj-Doris Rimpi var "fenomenala på att gestalta Elle-Marjas envetna strävan efter något annat. Inte för en sekund tillåter de sin rollfigur att tvivla." Mia Gerdin från Sveriges Radio P1 gav betyget 4 av 5. Hon hyllade huvudrollsinnehavaren som "suverän på att få fram vreden" och att filmen "skulle kunna bli en indignationsfilm, för visst sitter man och skäms över svensk historia, men filmen är mycket större än så." Jan-Olov Andersson på Aftonbladet kallade Sameblod för "årets hittills bästa svenska film" och att filmscenen med den rasbiologiska undersökningen var "årets allra bästa money shot". En mindre entusiastisk recension skrevs av Fredrik Fyhr från bloggen Videosöndag. Fyhr hyllade filmens ton och visuella stil, men han ansåg att den "i grunden är rädd för sig själv. Den ser vad den skulle vilja handla om, och den har ett hum om vem huvudpersonen skulle kunna vara. Men den tar aldrig riktigt tillfället i akt, så i slutändan hänger det inte riktigt ihop."
Under filmens visning under Venice Days fick den positiva recensioner av de amerikanska branschtidningarna The Hollywood Reporter, Screen International och Variety. Boyd van Hoeij från The Hollywood Reporter hyllade filmens visuella stil och dess "minimalistiska och atmosfäriska musik", liksom Sparroks rollprestation som "tydligt lyckas med att förmedla sin rollfigurs intelligens och beslutsamhet att få ut det hon vill ha ut av livet på ett eller annat sätt." Wendy Ide från Screen International skrev att Kernell "visar en äkta skicklighet i att skapa stillsamma och förkrossande ögonblick som denna (film), som uppbackas av en återhållsam användning av musik och ljuddesign. Särskilt anmärkningsvärt är kostymdesignen, där såväl traditionella som övriga klänningar spelar en viktig roll för en flicka som är illa till mods i sitt eget skal." Guy Lodge från Variety betraktade Sameblod som en "gripande och klassiskt återgiven berättelse som ställs mot 1930-talets chockartade sociala fördomar", som "på ett kraftfullt sätt blandar tonårsrädslor som resonerar över gränser och generationer med en fascinerande specifik och sällan skildrad kulturell kontext: Sveriges koloniala förtryck mot det samiska urfolket."
Filmen fick mestadels positiva recensioner av flera europeiska publikationer. Thomas Sotinel från franska Le Monde skrev att Amanda Kernell genom Sameblod "i sina bästa ögonblick lyckas kombinera bildungsromanen (där Elle-Marja/Christinas ilska enbart tillhör henne) med en färgstark skildring av en orolig tid, där samma rasistiska doktriner som börjar märkas i Tyskland också får fäste i denna socialdemokratins vagga." Sigurd Vik från norska NRK P3 gav filmen betyget 5 av 6. Vik skrev att filmen hade "en gripande historia" och att dess kameraarbete och skådespel var "helt enkelt brutalt välgjort." Niko Ikonen från finska Episodi gav filmen betyget 4 av 4 och skrev att trots sin amatörstatus lyckades Lene Cecilia Sparrok "skapa själen i hela filmen, så utmärkt är hennes rollprestation." Aarón Rodríguez Serrano från den spanska filmtidskriften El antepenúltimo mohicano gav filmen betyget 3 av 5. Serrano hyllade filmens detaljrika kameraarbete och scenografi, men han kritiserade dess narrativa upplägg och att dess budskap var något malplacerat.

### Utmärkelser
Sameblod fick ett flertal utmärkelser och nomineringar på olika filmfestivaler och filmgalor världen över. Vid filmens premiärvisning vid filmfestivalen i Venedig vann Kernell pris i kategorin Bästa unga regissör. Filmen vann dessutom pris för Bästa europeiska film. På Göteborg Film Festival belönades filmen med Dragon award best nordic film, med en prissumma på en miljon kronor, och filmens fotograf Sophia Olsson prisades med Sven Nykvist cinematography award. Filmen vann dessutom Juryns stora pris på Seattle International Film Festival och skådespelaren Lene Cecilia Sparrok fick även ta emot priset för bästa kvinnliga skådespelare. På Tokyo International Film Festival tilldelades filmen utmärkelserna juryns specialpris och bästa kvinnliga skådespelare till Lene Cecilia Sparrok. På guldbaggegalan 2018 vann filmen Guldbaggens publikpris medan Lene Cecilia Sparrok priset för bästa kvinnliga huvudroll, Amanda Kernell för bästa manus och filmklipparen Anders Skov för bästa klippning. Filmen blev samtidigt nominerad för bästa film till Lars G. Lindström, bästa regi till Amanda Kernell, bästa kvinnliga biroll till Mia Erika Sparrok och bästa foto till Sophia Olsson. Filmen blev inte utsedd till Sveriges officiella bidrag till Oscarsgalan 2018, som i stället gick till Ruben Östlunds film The Square (2017).
Sameblod blev också den första svenska filmen som belönats med Europaparlamentets filmpris Lux-priset den 15 november 2017, som mottogs av systrarna Sparrok. I deras gemensamma tacktal betraktade de priset som "en återupprättelse för de äldre samegenerationer som tvingades utstå att behandlas som mindre värda, mindre intelligenta. Vi vill dela detta pris med dem – och med Sápmi." Filmens vinst hyllades av de svenska EU-parlamentarikerna Linnéa Engström, Fredrick Federley och Malin Björk. Tack vare priset kunde filmen översättas till 46 språk och visas i hela Europa, liksom tillgänglighetsanpassas för personer med syn- och hörselnedsättning och fick stöd med internationell marknadsföring. Innan prisutdelningen blev filmen översatt till samtliga 24 av EU:s officiella språk och visades i över 50 europeiska städer.
Sameblod blev också nominerad till Nordiska rådets filmpris 2017. Både Lene Cecilia och Mia Erika Sparrok tilldelades Republiken Jamtlands medalj för sina insatser i filmen. Deras anknytning till Jämtland har de genom sin mor, som har sina rötter i Jijnjevaerie sameby i Jämtland. I juni 2018 tilldelades Amanda Kernell Svenska FN-förbundets pris för mänskliga rättigheter.
| År   | Filmgala/organisation                               | Utmärkelse                                                | Översättning                               | Mottagare                | Resultat  | Ref.    |
| ---- | --------------------------------------------------- | --------------------------------------------------------- | ------------------------------------------ | ------------------------ | --------- | ------- |
| 2016 | Filmfestivalen i Venedig                            | Label Europa Cinema Award                                 | Bästa europeiska film                      | Lars G. Lindström        | Vann      | [ 135 ] |
| 2016 | Filmfestivalen i Venedig                            | Fedeora Award for Best Young Director                     | Fedora-priset för bästa unga regissör      | Amanda Kernell           | Vann      | [ 135 ] |
| 2016 | Filmfestivalen i Venedig                            | Golden Lion                                               | Guldlejonet                                | Amanda Kernell           | Nominerad | [ 150 ] |
| 2016 | Hamburg Film Festival                               | Young Talent Award for Best Feature Film                  | Young Talent Award för bästa film          | Amanda Kernell           | Nominerad | [ 150 ] |
| 2016 | Thessaloniki International Film Festival            | Human Values Award                                        | Human Values Award                         | Amanda Kernell           | Vann      | [ 150 ] |
| 2016 | Thessaloniki International Film Festival            | Golden Alexander                                          | Gyllene Alexander                          | Amanda Kernell           | Nominerad | [ 150 ] |
| 2016 | Tokyo International Film Festival                   | Bästa kvinnliga skådespelare                              | Bästa kvinnliga skådespelare               | Lene Cecilia Sparrok     | Vann      | [ 138 ] |
| 2016 | Tokyo International Film Festival                   | Special Jury Prize                                        | Speciella jurypriset                       | Amanda Kernell           | Vann      | [ 138 ] |
| 2016 | Tokyo International Film Festival                   | Tokyo Grand Prix                                          | Tokyos storpris                            | Amanda Kernell           | Nominerad | [ 150 ] |
| 2017 | BZN International Film Festival                     | Narrative Feature                                         | Bästa manus                                | Amanda Kernell           | Vann      | [ 151 ] |
| 2017 | Duhok International Film Festival                   | Yilmaz Guney Award for the Best Feature Film              | Yilmaz Guney Award för bästa film          | Amanda Kernell           | Vann      | [ 150 ] |
| 2017 | Europaparlamentet                                   | Lux-priset                                                | Lux-priset                                 | Amanda Kernell           | Vann      | [ 141 ] |
| 2017 | Festival international de films de femmes           | Prize of the Public for the Best Full-Length Feature Film | Publikpriset                               | Amanda Kernell           | Vann      | [ 150 ] |
| 2017 | Göteborg Film Festival                              | Dragon Award Best Nordic Film                             | Dragon Award Best Nordic Film              | Amanda Kernell           | Vann      | [ 136 ] |
| 2017 | Göteborg Film Festival                              | Sven Nykvist Cinematography Award                         | Sven Nykvist-priset                        | Sophia Olsson            | Vann      | [ 136 ] |
| 2017 | International Young Audience Film Festival Ale Kino | Marcin Award for Best Feature Film for Youth              | Marcin-priset för bästa ungdomsfilm        | Amanda Kernell           | Vann      | [ 150 ] |
| 2017 | HARPA Nordic Film Composers Award                   | Best Music                                                | Bästa musik                                | Kristian Eidnes Andersen | Nominerad | [ 150 ] |
| 2017 | Kosmorama Trondheim International Film Festival     | Audience Award                                            | Publikpriset                               | Amanda Kernell           | Vann      | [ 150 ] |
| 2017 | Luxembourgh City Film Festival                      | Youth Jury Award                                          | Ungdomsjurypriset                          | Amanda Kernell           | Vann      | [ 150 ] |
| 2017 | Luxembourgh City Film Festival                      | Grand Prix                                                | Stora filmpriset                           | Lars G. Lindström        | Nominerad | [ 150 ] |
| 2017 | Minneapolis St. Paul International Film Festival    | Best Youth Film                                           | Bästa ungdomsfilm                          | Amanda Kernell           | Nominerad | [ 150 ] |
| 2017 | Newport Beach Film Festival                         | Audience Award                                            | Publikpriset                               | Amanda Kernell           | Vann      | [ 150 ] |
| 2017 | Nordiska rådet                                      | Nordiska rådets filmpris                                  | Nordiska rådets filmpris                   | Amanda Kernell           | Nominerad | [ 147 ] |
| 2017 | Riviera International Film Festival                 | Best Director                                             | Bästa regi                                 | Amanda Kernell           | Vann      | [ 152 ] |
| 2017 | Riviera International Film Festival                 | Audience Award                                            | Publikpriset                               | Amanda Kernell           | Vann      | [ 150 ] |
| 2017 | Riviera International Film Festival                 | Best Film                                                 | Bästa film                                 | Amanda Kernell           | Nominerad | [ 150 ] |
| 2017 | Riviera International Film Festival                 | Best Actress                                              | Bästa kvinnliga skådespelare               | Lene Cecilia Sparrok     | Nominerad | [ 150 ] |
| 2017 | Riviera International Film Festival                 | Best Actress                                              | Bästa kvinnliga skådespelare               | Mia Erika Sparrok        | Nominerad | [ 150 ] |
| 2017 | Riviera International Film Festival                 | Best Actor                                                | Bästa manliga skådespelare                 | Olle Sarri               | Nominerad | [ 150 ] |
| 2017 | Santa Barbara International Film Festival           | Valhalla Award, Nordic Cinema Competition                 | Valhalla Award, Nordic Cinema Competition  | Amanda Kernell           | Vann      | [ 150 ] |
| 2017 | Santa Fe International Film Festival                | Best Narrative Feature                                    | Bästa manus                                | Amanda Kernell           | Vann      | [ 150 ] |
| 2017 | Seattle International Film Festival                 | Grand Jury Prize                                          | Grand Jury Prize                           | Amanda Kernell           | Vann      | [ 153 ] |
| 2017 | Seattle International Film Festival                 | Golden Space Needle Award for Best Actress                | Golden Space Needle Award for Best Actress | Lene Cecilia Sparrok     | Vann      | [ 153 ] |
| 2017 | Sydney Film Festival                                | Best Narrative Feature                                    | Bästa manus                                | Amanda Kernell           | Nominerad | [ 150 ] |
| 2017 | Taipei Film Festival                                | Teenager Panorama Award                                   | Panoramas tonårspris                       | Amanda Kernell           | Vann      | [ 150 ] |
| 2017 | Titanic Budapest International Film Festival        | Best film                                                 | Bästa film                                 | Amanda Kernell           | Vann      | [ 150 ] |
| 2017 | Vilnius International Film Festival                 | Best Actress                                              | Bästa kvinnliga skådespelare               | Lene Cecilia Sparrok     | Vann      | [ 150 ] |
| 2017 | Zlín Film Festival                                  | Special Recognition                                       | Hedersomnämnande                           | Amanda Kernell           | Vann      | [ 150 ] |
| 2018 | Fargo Film Festival                                 | Narrative Feature Film                                    | Bästa manus                                | Amanda Kernell           | Vann      | [ 150 ] |
| 2018 | Guldbaggegalan 2018                                 | Bästa kvinnliga huvudroll                                 |                                            | Lene Cecilia Sparrok     | Vann      | [ 139 ] |
| 2018 | Guldbaggegalan 2018                                 | Bästa manus                                               |                                            | Amanda Kernell           | Vann      | [ 139 ] |
| 2018 | Guldbaggegalan 2018                                 | Bästa klipp                                               |                                            | Anders Skov              | Vann      | [ 139 ] |
| 2018 | Guldbaggegalan 2018                                 | Guldbaggens publikpris                                    |                                            | Lars G. Lindström        | Vann      | [ 139 ] |
| 2018 | Guldbaggegalan 2018                                 | Bästa film                                                |                                            | Lars G. Lindström        | Nominerad | [ 139 ] |
| 2018 | Guldbaggegalan 2018                                 | Bästa regi                                                |                                            | Amanda Kernell           | Nominerad | [ 139 ] |
| 2018 | Guldbaggegalan 2018                                 | Bästa kvinnliga biroll                                    |                                            | Mia Erika Sparrok        | Nominerad | [ 139 ] |
| 2018 | Guldbaggegalan 2018                                 | Bästa foto                                                |                                            | Sophia Olsson            | Nominerad | [ 139 ] |

## Eftermäle
Sameblod rönte stor uppmärksamhet efter sin premiär och har hyllats som en av Sveriges bästa filmer. Den framröstades av en jury bestående av 72 filmkritiker och filmakademiker till en delad tjugonde plats i FLM:s topplista från 2022 över de bästa svenska filmerna genom tiderna. Sametingets kulturnämnds ordförande Ingrid Inga var starkt positiv till filmens mottagande. Filmens vinster under 2018 års Guldbaggegala var enligt henne av stor betydelse för hela Sápmi: "Att de har lyckats visa den här delen av historien så bra, till så många. Det är bättre än vad någon tidigare lyckats med." Även Åsa Simma hyllade filmens vinster och betraktade det som "en bekräftelse på det bra arbetet som ligger bakom filmen. Men också vilken effekt filmen haft under det år som den visats på biografer, inte bara i Sverige utan världen över."
Enligt Lene Cecilia Sparrok har filmen väckt starka reaktioner bland utländska tittare, vilka "blir överraskade över att de inte visste hur Sverige har behandlat sitt ursprungsfolk, de har uppfattat svenskarna som så snälla – och då blir filmen en chock." Kernell kommenterade att utländska journalister var chockerade över hur samerna har behandlats av de svenska myndigheterna och att de tidigare såg Sverige som ett föregångsland. Författaren Maja Hagerman ansåg att Sameblod är den första filmen som skildrar rasbiologi "med spelfilmens fulla kraft." Jonna Sima från Aftonbladet kallade Sameblod för "inte bara en stark och skickligt berättad historia, utan också en viktig påminnelse om att Sverige inte har gjort upp med sin koloniala historia." Sveriges kulturminister med ansvar för samefrågor, Alice Bah Kuhnke, ansåg att filmens samiska bakgrund "spelar den största av roller när människor med egna erfarenheter gestaltar, berättar eller ger oss ytterligare nyanser på humor, glädje och på hinder i livet." Efter filmens premiär efterfrågade producenten Oskar Östergren efter en sanningskommission för att kartlägga det som har varit för det samiska folket och för att dessa skulle få upprättelse och försoning. Under 2017 gjorde Giron Sámi Teáther en turnering i Sverige och Norge med pjäsen "Co2lonialNation", i regi av Pauliina Feodoroff, som beskrevs som "en teatral sannings-och försoningskommission". Både Vänsterpartiet, Miljöpartiet och Socialdemokraterna hade tidigare motionerat i riksdagen för att en sanningskommission skulle tillsättas, men motionerna avslogs i början av februari 2018.
Sameblod har efteråt föreslagits till att bli en del av den svenska skolundervisningen för högstadieelever. Under hösten 2021 visades filmen inför samtliga niondeklassare i Västernorrlands län. Cecilia Träff, filmpedagog och ansvarig för projektet "Film och nationella minoriteter" på Film Västernorrland, beskrev filmen som "unik för att vi aldrig har sett den här berättelsen innan. Det är viktigt att de berättelser vi ser på film eller genom andra konstuttryck speglar vårt samhälle."
Den 9 juni 2017 publicerade författaren och journalisten Lena Andersson på Dagens Nyheter en uppmärksammad kolumn om filmen. Med bakgrund av filmens skildring av den svenska statens och svenskars rasism mot och behandling av samer, vilket länge varit en undangömd del av den svenska historien, konstaterade Andersson att "rasbiologin och skallmätningarna är inte undangömda, statens övergrepp mot samer och svenskars rasism tystas inte ner." Vidare skrev Andersson att "en vanlig tolkning av Sameblod är att det är rasismen mot samerna som får Elle-Marja att vilja bort och ut. Det är inte hennes läshuvud och teoretiska begåvning, utan en beklaglig men begriplig följsamhet mot herrefolket, en anpasslighet som vi ska förstå att förtryck kan orsaka i svagare själar. Att önska något annat än att sköta renar är att vara mjuk i ryggraden."
Anderssons kolumn väckte en omfattande debatt och skarp kritik från flera svenska och samiska journalister och debattörer. Filmkritikern Jonas Holmberg från Expressen avvisade Anderssons kommentar om att den svenska statens förtryck av samerna inte alls är undangömt, och skrev att Sameblod "är den första samiska långfilmen på tio år (och den första någonsin regisserad av en kvinna). I svensk filmhistoria har den samiska kulturen framför allt fungerat som en exotisk bakgrund, sedd ur ett mer eller mindre kolonialt utifrånperspektiv. Sameblod är något nytt.". Helena Omma, doktorand vid Samiska högskolan i Kautokeino, och författaren Johan Sandberg McGuinne skrev ett gemensamt blogginlägg, där de kommenterade att "Anderssons krönika blir därför inte mycket mer än ett sätt att förskjuta ansvaret för kolonialismen över på de koloniserade; det svenska samhället får stå för frihet, och därmed godkänns indirekt statens övergrepp då den samiska kulturen redan kännetecknats som för trång, restriktiv, konservativ och kunskapsfrånvänd. Sverige blir i Anderssons text en symbol för upplysning, medan det samiska samhället i sann paternalistisk anda representeras som regressiv och bakåtsträvande." Tidningen Nuorats redaktör Pia Sjögren och prästen Kim Astrup skrev en debattartikel på Västerbottens-Kuriren, där båda vände sig emot att det skulle vara det samiska kollektivet som stod i vägen för unga samers drömmar och att Andersson "skapar ju ett påhittat samiskt samhälle och det var ju inte så på 1930-talet och det är ju inte så idag." Författaren Leif Zern höll med Anderssons krönika "till en viss gräns", men han ansåg att hon "diskuterar inte det pris Elle-Marja får betala. Hon ser snarare en sedelärande berättelse om en ung kvinna som visar vägen. Elle-Marja – det är jag! Att stanna kvar hemma hade varit anpasslighet, inte mod. Filmen berättar så vitt jag kan se en betydligt rikare historia."